# ريتشارد تيمبل-نوجنت-بريدجس تشاندوس-غرينفيل (الدوق الثالث لباكينغهام وشاندوس)
ريتشارد تيمبل-نوجنت-بريدجس تشاندوس-غرينفيل (بالإنجليزية: Richard Plantagenet Temple-Nugent-Brydges-Chandos-Grenville, 3rd Duke of Buckingham and Chandos)‏؛ أو ريتشارد بلنتاجنيت كامبل تيمبل نوجنت بريدجس تشاندوس غرينفيل؛ أو ريتشارد تيمبل-غرينفيل هو الدوق الثالث لباكينغهام وشاندوس. وُلد في 10 سبتمبر 1823. كان جندي بريطاني وسياسي وحاكم في القرن 19. وكان صديق مُقرب وتابع لبنيامين ديسرايلي وعمل كوزير خارجية دولة المستعمرات منذ 1867 وحتى 1868 وحاكم مدراس، عاصمة ولاية تاميل نادو الهندية، منذ عام 1875 وحتى 1880. وتُوفي في 26 مارس عام 1889.